# Vallabrègues
Vallabrègues is een gemeente in het Franse departement Gard (regio Occitanie). De plaats maakt deel uit van het arrondissement Nîmes. Vallabrègues telde op 1 januari 2022 1.376 inwoners.

## Geschiedenis
Vallabrègues werd in de eerste decennia van de 13e eeuw een gemeente bestuurd door consuls.

## Geografie
De oppervlakte van Vallabrègues bedroeg op 1 januari 2022 14,33 vierkante kilometer; de bevolkingsdichtheid was toen 96 inwoners per km².

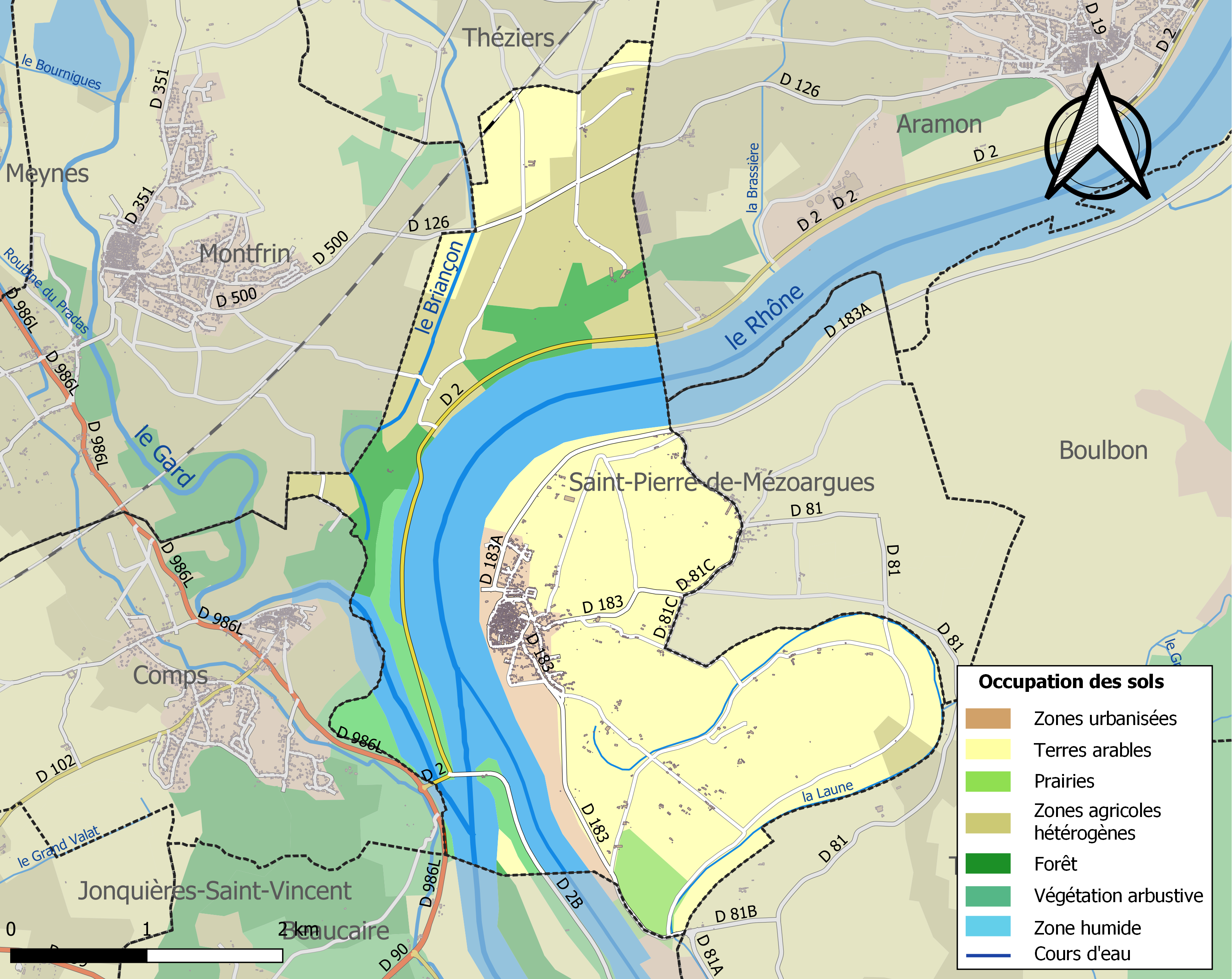
Kaart van de gemeente met belangrijkste infrastructuur, bodemgebruik en omliggende gemeenten

## Demografie
Onderstaande figuur toont het verloop van het inwonertal (bron: INSEE-tellingen).

## Galerij

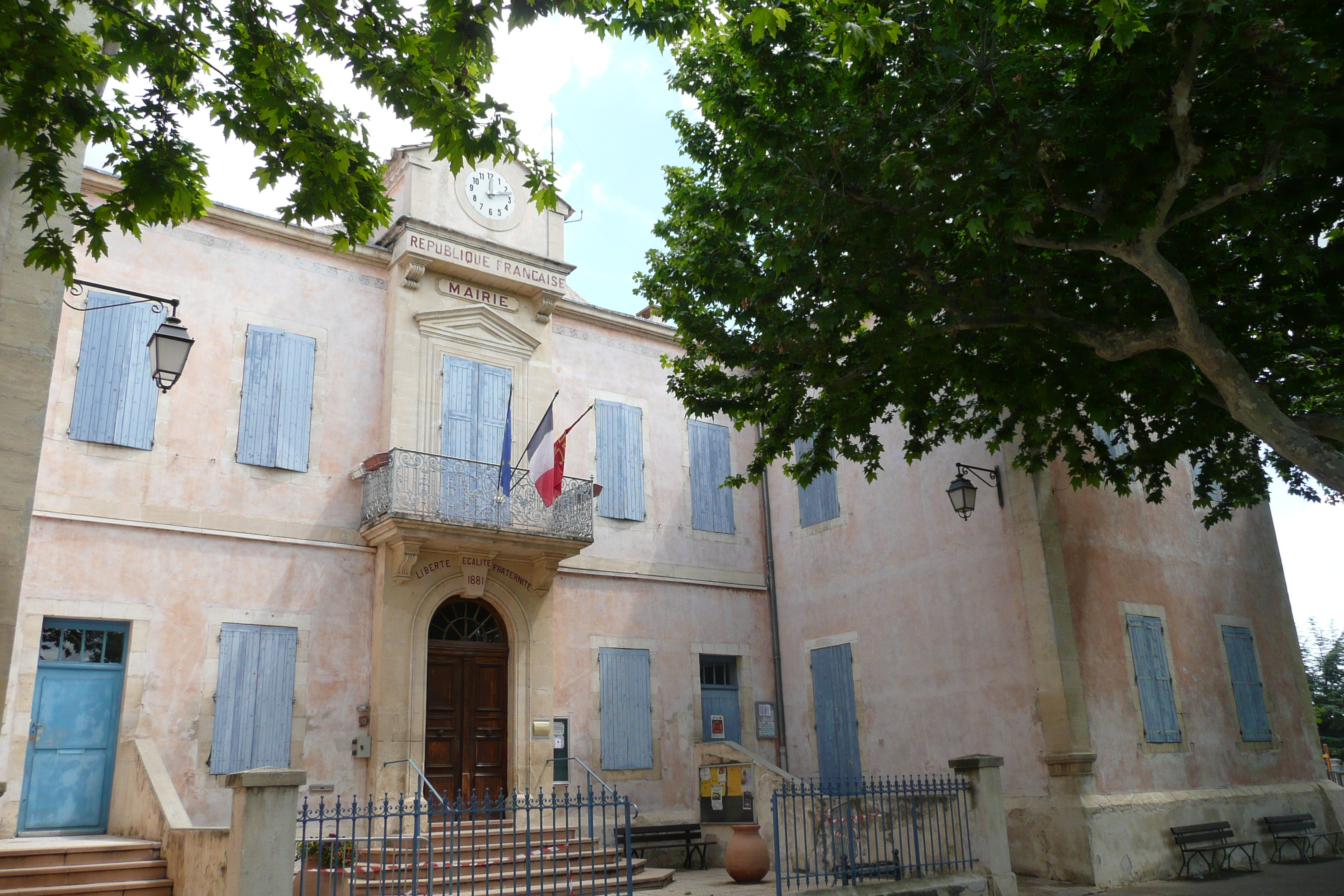
Gemeentehuis
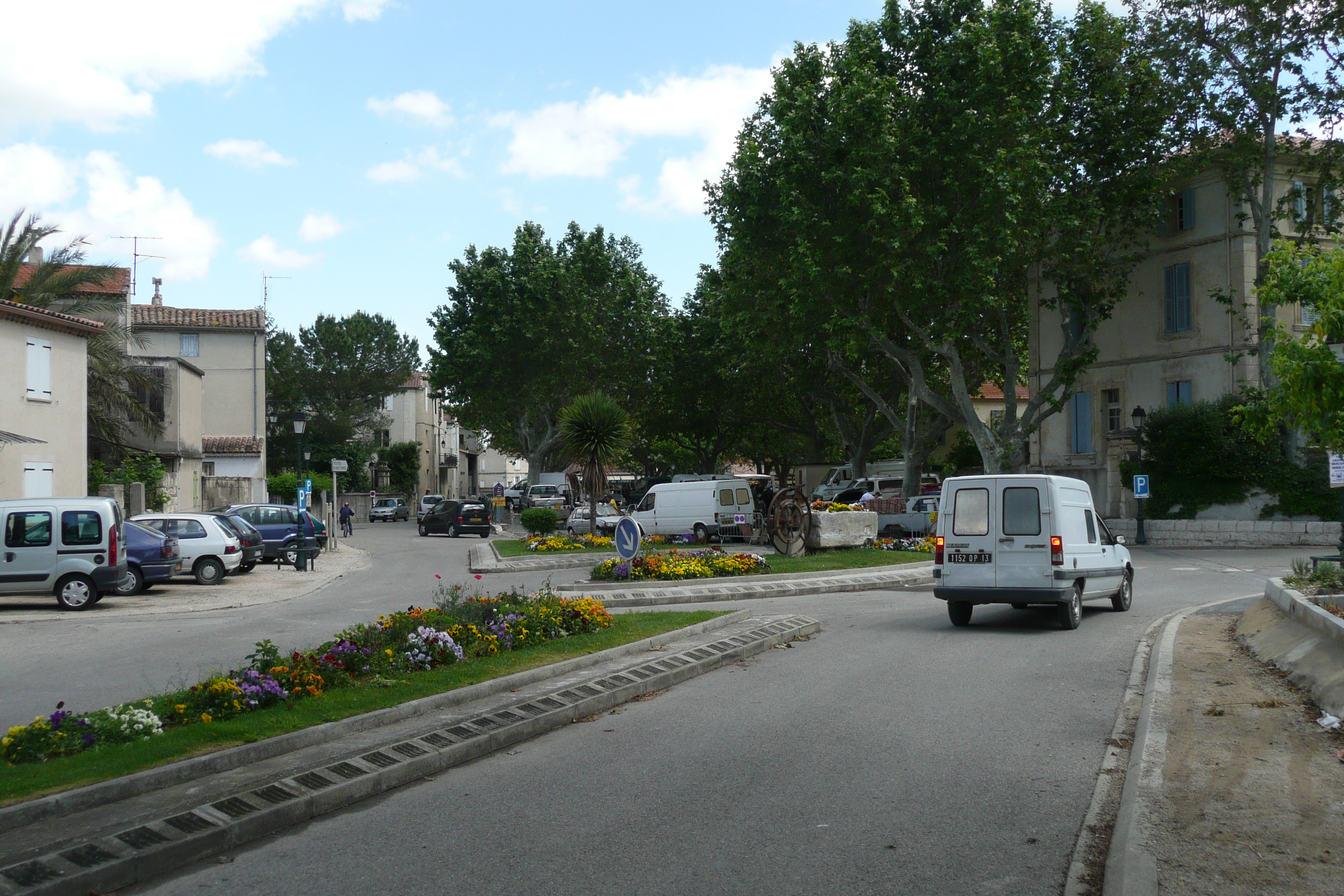
Centrum
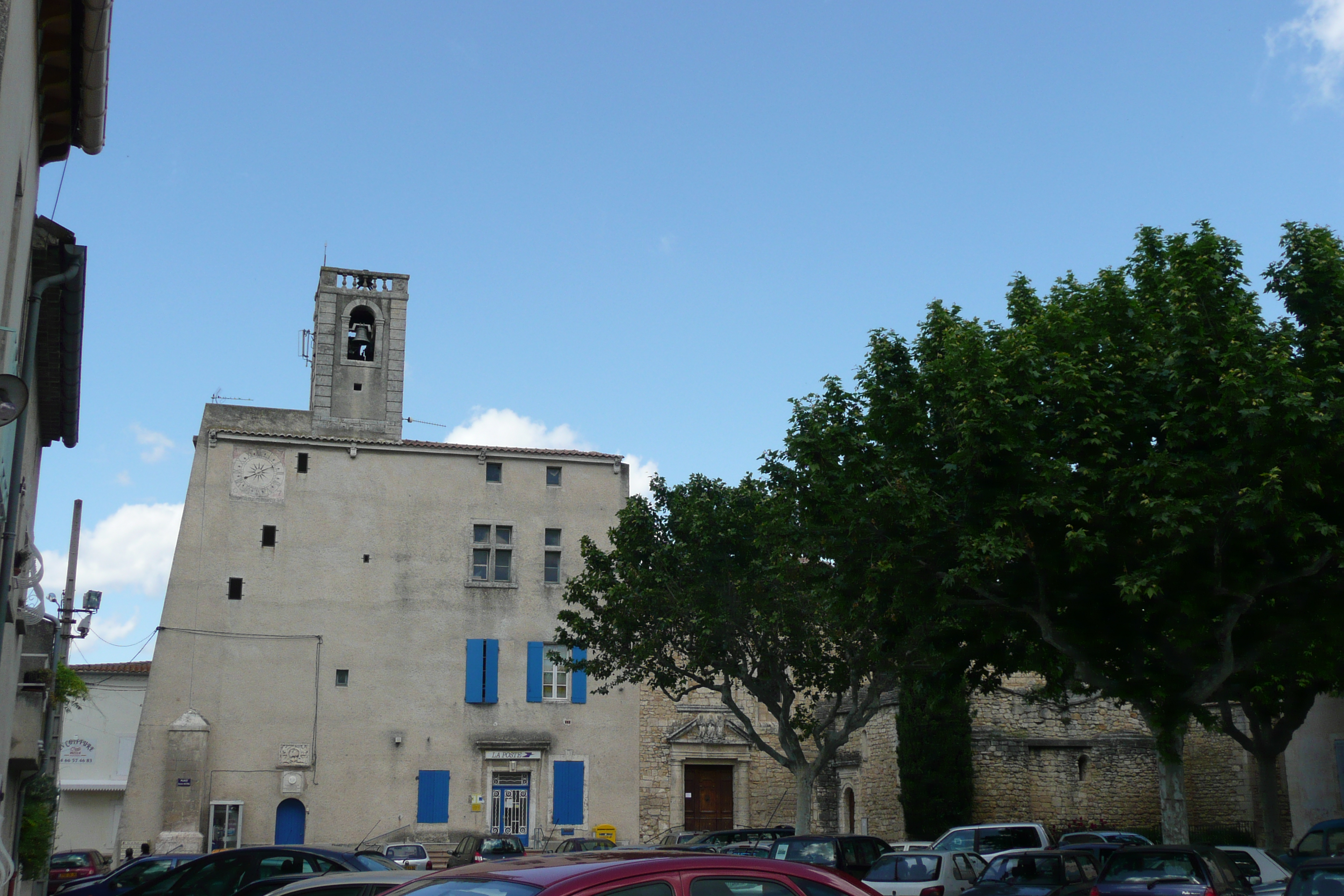
Kerk
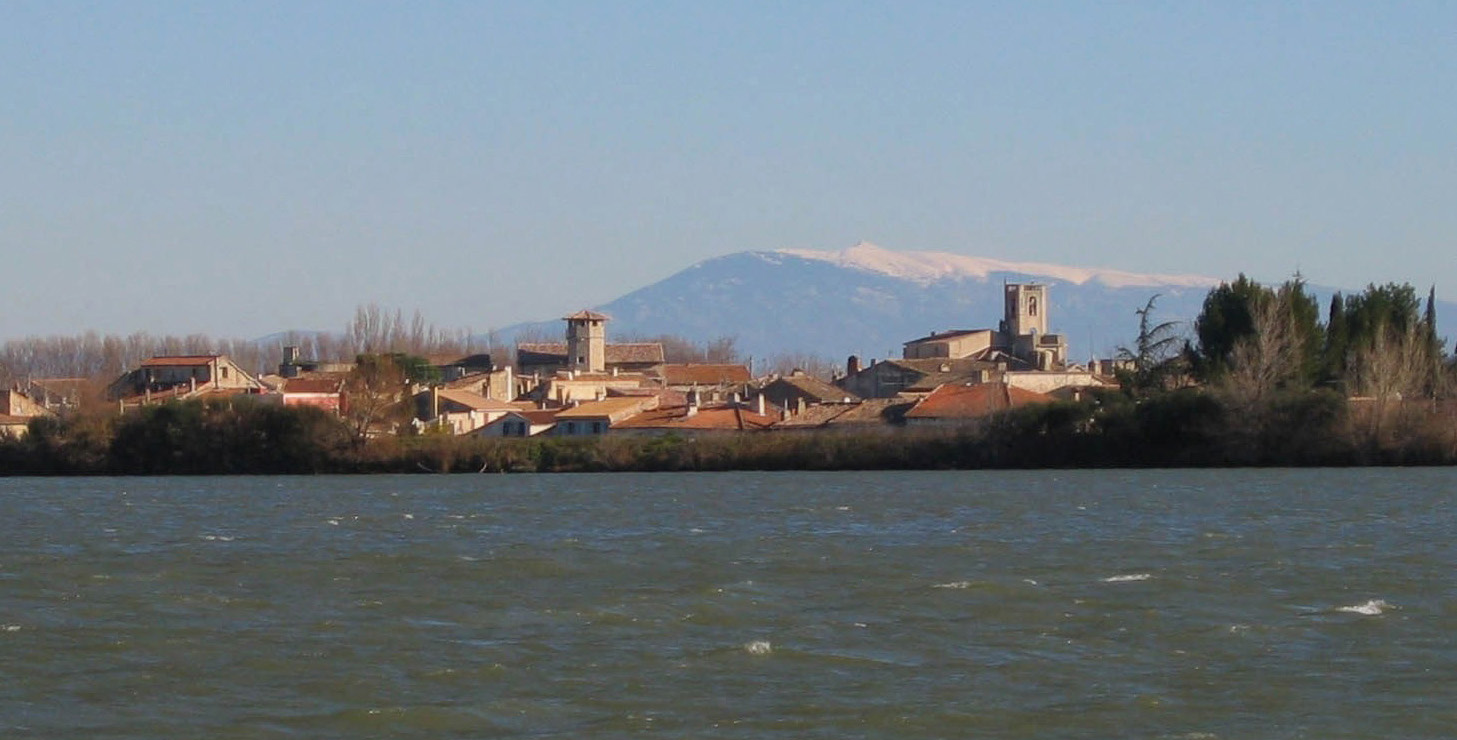
Gezicht op Vallabrègues